# Полно размножавање биљака
Полно (сексуално) размножавање одликује се тиме што се образују две физиолошки различите полне ћелије или гамети (мушки и женски).Спајањем гамета постаје нови продукт, који уједињује карактере и мушког и женског гамета – то је зигот.Полно размножавање има велики значај за еволуцију биљака.Док код бесполног размножавања биљка која се развија из споре (или фрагментацијом) има особине матерне биљке, дотле се при полном размножавању образује зигот, у коме су, преко мушког и женског гамета, уједињена својства оба родитеља.На тај начин ствара се могућност удруживања разноврсних комбинација карактера, што је за еволуцију од битног значаја.

## Процес полног размножавања
Сексуална репродукција биљака обухвата два основна процеса: мејозу, која мења распоред гена и смањује број Хромозома, и оплодња, која враћа број хромозома на диплоидан број.Између ова два процеса, различите врсте биљака и алги варирају, али многе од њих, укључујући све копнене биљке, подилазе смени генерација, са две различите вишећелијске структуре, гаметофит и спорофит.Еволуционарно порекло и значај прилагодљивости сексуалне репродукције је расправљано у страницама „Еволуција сексуалне репродукције“ и „Порекло и функције миозе”.
Гаметофит је вишећелијска структура (биљка) која је хаплоидна, садржи један сет хромозома у свакој ћелији.Гаметофит производи мушке или женске гамете (или оба), процесом дељења ћелија који се назива митоза.У васкуларним биљкама са засебним гаметофитима, женски гаметофити су познати као мегагаметофити (мега=велики, производе велике јајне ћелије) док су мушки гаметофити звани микрогаметофити (микро=мали, производе мале сперматичне ћелије).
Спајање мушких и женских гамета (оплођавање) производи диплоидне зиготе, које настају митотичким ћелијским деобама у вишећелијске спорофите. Одрасли спорофити производе споре мејозом, што понекад називамо „редукционом деобом“ зато што се парови хромозома поново деле да би формирали један сет.
Код маховина и јетрењача гаметофит је релативно велик, док је спорофит много мања структура која се никада не дели од гаметофита.Код папрати, голосеменица и скривеносеменица, гаметофити су релативно мали а спорофити много већи.Код голосеменица и скривено семеница мегагаметофити се налазе у неоплођеној јајној ћелији (која ће се можда развити у семе) док се микрогаметофити налазе у зрну полена.

## Еволуција гамета
Први ступањ у развићу гамета налази се код нижих алги и гљива.Ту су гамети оба пола истоветни и по облику и по величини и називају се изогамети.Ови гамети су исти само морфолошки, а физиолошки се међу собом разликују, једни су мушки, а други женски, и обично се означавају као + и – гамети (пошто нема морфолошких разлика између њих).Копулација изогамета означава се као изогамија.
Следећа етапа у еволуцији гамета карактерише се тиме што се јављају разлике у њиховој величини (диморфизам).Један гамет је крупнији – то је женски, а други је ситнији – мишки.То су анизогамети.Анизогамети су лепо изражени, на пример, код зелене алге Еудорина.Као и изогамети и анизогамети су покретни.Оплођење анизогамета је анизогамија.
У даљој еволуцији гамета долази се до тога да један гамет постаје непокретан.То је женски гамет.Он је и крупнији, са доста резервних хранљивих материја, и назива се јајна ћелија (јаје).Мушки гамет је ситнији, и даље је покретљив, и назива се (спермазоид) антерозоид.Женски гамет (односно јајна ћелија) развија се у једноћелијској гаметанги која се зове оогонија (код алги и гљива), или у вишећелијској гаметангији – архегонији (почев од маховина).Мушки гамети постају у мушким гаметангијама косе се називају антеридије.И код неких примитивних представника Gymnospermae (Cycas) налази се покретљиви антерозоиди.
Последња етапа у еволуцији гамета одликује се тим што мушки гамет постаје непокретљив – значи оба гамета су потпуно непокретљиви. То је случај код биљака највише организације (савршеније голосеменице и све скривеносеменице).